# Клименко, Александр Васильевич
Алекса́ндр Васи́льевич Климе́нко (род. 19 декабря 1975, СССР) — украинский шоссейный и трековый велогонщик, выступавший в конце 1990-х — середине 2000-х годов. Чемпион Украины на шоссе в групповой гонке, серебряный призёр чемпионата мира на треке в командной гонке преследования, победитель «Тура Японии» 2002 года, участник ряда других шоссейных велогонок. Старший тренер национальной сборной Украины.

## Биография
Александр Клименко родился 19 декабря 1975 года.
Первого серьёзного успеха на взрослом международном уровне добился в 1997 году, когда вошёл в основной состав украинской национальной сборной и побывал на трековом чемпионате мира в Перте, откуда привёз награду серебряного достоинства, выигранную в командной гонке преследования совместно с Александром Феденко, Сергеем Матвеевым и Александром Симоненко — в финале их обошли гонщики из Италии. Также в этом сезоне получил бронзу на шоссейном чемпионате мира среди военнослужащих.
В 2000 и 2001 годах дважды подряд становился серебряным призёром шоссейного чемпионата Украины в гонках с раздельным стартом — оба раза уступал лидерство Сергею Гончару.
В 2002 году одержал победу на чемпионате Украины в групповой гонке и присоединился к польской команде Mróz Supradyn Witaminy, в составе которой находился в течение трёх последующих лет. Наиболее значимые достижения в этот период — победа в генеральной классификации и на одном из этапов в «Туре Японии», две победы подряд в генеральных классификациях «Тура Балтик-Крконоше», выступления на «Туре Польши» и «Туре Словакии», участие в многодневной гонке «Джиро дель Трентино».
Некоторое время в 2006 году Клименко представлял небольшую украинскую команду Arda Natura-Pinarello, с которой побывал ещё на нескольких шоссейных гонках в Европе, в частности занял четвёртое место в генеральной классификации «Тура Турции».
Впоследствии занялся тренерской деятельностью, занимал должность старшего тренера национальной сборной Украины.